# Viviana Chávez
Viviana Chávez, född 28 maj 1987, är en argentinsk friidrottare. Hon deltog vid olympiska sommarspelen 2016.